# Gisle Johnson

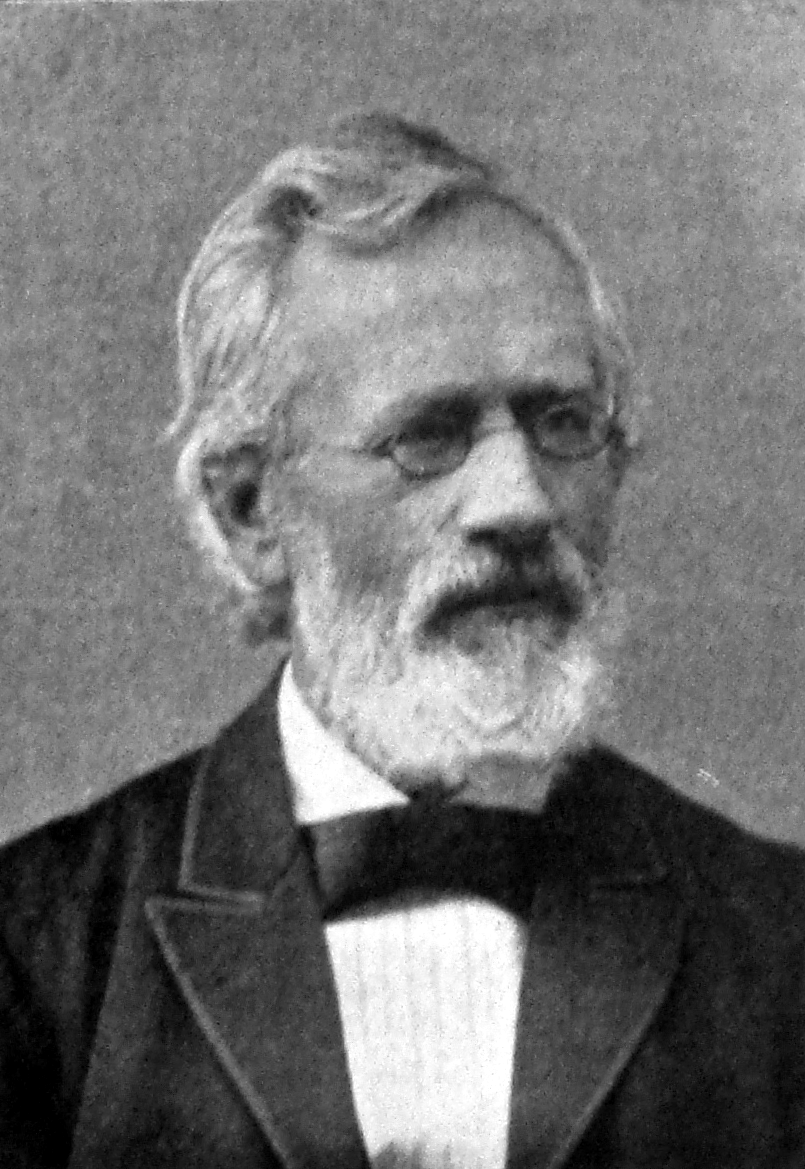
Gisle Johnson

Gisle Johnson (* 10. September 1822 in Fredrikshald; † 17. Juli 1894 in Nøtterøy) war ein norwegischer lutherischer Theologe.

## Familie
Johnsons Eltern waren der Unterleutnant und spätere Hafendirektor Georg Daniel Barth Johnson (1794–1872) und dessen Frau Wilhelmine („Mina“) Hanssen (1800–1869). Am 31. Oktober 1849 heiratete er Emilie („Milla“) Helgine Sophie Dybwad (15. September 1825–14. Februar 1898), Tochter des Kaufmanns Jacob Erasmus Dybwad (1792–1854) und dessen Frau Christiane Lange (1795–1885). Er stammte bei beiden Eltern von Islands vornehmsten Geschlechtern ab: Auf väterlicher Seite von Gísli Jónsson, Bischof von Skálholt, von mütterlicher Seite aus dem Geschlecht, das auch seinen Großonkel Jón Jónsson Espólin, Syslumaður und Annalist, hervorgebracht hatte.

## Leben
Johnson wuchs in Kristiansand auf, wo er die Kathedralschule besuchte. 1839 bestand er das Examen artium. Wichtig für seine Zukunft war die langjährige Freundschaft mit dem Theologen Christian Thistedahl (1813–1876), der ihm die lutherische Orthodoxie des 17. Jahrhunderts und eine pietistisch gefärbte Schrifttheologie, die in einer klassischen Bildung verankert war, nahebrachte. Nach seinem Examen studierte er Evangelische Theologie an der Universität von Christiania (heute Oslo) und legte 1845 sein Examen ab. Danach reiste er als Stipendiat nach Deutschland. Er kam nach Berlin, wo er bei August Twesten und Ernst Wilhelm Hengstenberg studierte, und Leipzig, wo er Adolf Harleß hörte, und studierte endlich in Erlangen, wo er die Erlanger Schule der Theologie kennenlernte. Nach zwei Jahren im Ausland wurde er 1849 Lektor an der theologischen Fakultät an der Universität Christiania. 1860 wurde er Professor am Lehrstuhl für Systematische Theologie. Von 1855 bis 1874 unterrichtete er auch Pädagogik am praktisch-theologischen Seminar. Auf sein Betreiben kam auch der Theologe Carl Paul Caspari nach Christiania. Diese beiden waren die führenden Theologen Norwegens im 19. Jahrhundert und die schärfsten Gegner des Grundtvigianismus und des Sektenwesens.

## Lehre
Die Bibel, die lutherischen Bekenntnisschriften und Martin Luther selbst waren für Johnson die maßgeblichen Grundlagen seiner Theologie. Aber er wendete dabei moderne Prinzipien an: Die Theologie ist in der Glaubenserfahrung des Einzelnen verankert. Die Lehre Luthers ist bei dem Gläubigen zu verinnerlichen, so dass sich die Glaubenserfahrung mit der Lehre deckt. So erhält die Glaubenserfahrung den theologisch korrekten Inhalt. Diese Methode begründete er theologisch-psychologisch in seiner Lehre über das Wesen des Glaubens. So kämpfte er aus diesem theologischen Standpunkt heraus für die reine lutherische Lehre, verkündete die Erweckung und legte Wert auf die persönliche Frömmigkeit.

## Theologische Auseinandersetzungen
Die norwegische Staatskirche stand in den 1850er Jahren vor großen Herausforderungen. Der Pfarrer Gustav Adolph Lammers hatte sein Kirchenamt niedergelegt und eine Freikirche, die später baptistisch wurde, gegründet, und auch die Ideen Kierkegaards breiteten sich aus. Im Kirchenvolk bestand großer Unwille gegen die grundtvigianischen Geistlichen. 1851 wandte sich auch Johnsson scharf gegen den Grundtvigianismus und warf ihm vor, die exklusive Autorität der Bibel nicht anzuerkennen und den Menschen optimistisch zu sehen. Dessen Kulturoffenheit sei mit der lutherischen Lehre und der pietistischen Grundhaltung des Kirchenvolkes unvereinbar. Hinzu kam die Ablehnung der Kindertaufe durch die Baptisten, gegen die er die Schrift Nogle Ord om Barnedaaben (Einige Worte über die Kindertaufe) richtete. Er kämpfte vergeblich für eine allgemeine Synode. Das Storting bewilligte aber die Mittel nicht. Es gelang ihm zwar, die Regierung dazu zu bewegen, am 27. Januar 1859 eine „Große Kirchenkommission“ einzuberufen, die fünf Bände Vorschläge und einen Gesetzesvorschlag erarbeitete. Aber diese Vorschläge wurden nie verwirklicht. So initiierte er eine Reihe von Regionalsynoden auf freiwilliger Basis. Dort wurde sogar eine neue Kirchenverfassung erarbeitet, die aber von der Regierung nicht angenommen wurde.
Für die Grundtvigianer und die Liberalen repräsentierte Johnson den orthodoxen Dogmatismus und einen dunklen Pietismus; für die konservative Geistlichkeit und die pietistische Laienbewegung war er dagegen ein „kirkehøvding“ (Kirchenhäuptling).
Am 22. Januar 1855 gründete Johnson die „Foreningen for indre Mission i Christiania“ (Vereinigung zur Inneren Mission in Christiania). Sie sollte Seelsorge, Verbreitung von Erbauungsschriften und Diakonie als Ergänzung zu den staatskirchlichen Diensten betreiben. Ab 1855 hielt er in Christiania öffentliche Bibellesungen mit großem Zulauf. Er brach soziale und kulturelle Schranken, indem er als Professor sich als volksnaher Prediger betätigte, nicht nur in Christiania, sondern im ganzen Land bis hin nach Tromsø. Die pietistische Erweckung in den 1850er Jahren in Norwegen wurde sogar nach ihm „Johnson-Erweckung“ und die von ihm an der Universität ausgebildeten Geistlichen wurden „Johnson-Pfarrer“ genannt. Diese orthodox-pietistische Geistlichkeit entwickelte eine enge Verbindung mit der Inneren Mission, die bis weit in das 20. Jahrhundert von Bedeutung wurde.
Johnson förderte auch 1868 die Gründung von „Den norske Lutherstiftelse“, einer landesweiten Organisation zur Inneren Mission und Vorläufer der 1891 gegründeten „Det norske lutherske indremisjonsselskap“ (Die norwegisch lutherische Innere-Missions-Gesellschaft). Er hatte auch Teil an der Gründung einiger Institutionen, zum Beispiel 1868 das Diakonissenhaus und die erste Krankenpflegeschule in Norwegen, 1871 ein Studentenheim und ein Komitee für (nicht grundtvigianische) Volkshochschulen im gleichen Jahr. Aufbau und Organisation der Krankenpflege richteten sich am Kaiserswerther Vorbild von Theodor Fliedner aus. 1890 schloss er zusammen mit Caspari die Neuübersetzung des Alten Testaments ab.
Als lutherischer Theologe hatte Gisle Johnson Schwierigkeiten mit den öffentlichen Laienpredigern, die auch in der Inneren Mission tätig waren. Die öffentliche Predigt nicht ordinierter Prediger widersprach dem lutherischen Bekenntnis (Art. 14 Confessio Augustana). Johnson suchte den Kompromiss mit dem „Not-Prinzip“: Wenn sich die Kirche in geistlicher Not befand, müsse auch ein Laie seine Gnadengabe zur Verkündigung verwenden. Aber als „Lutherstiftelsen“ sich in die „Indremisjonsselskap“ wandelte, wurde das Not-Prinzip aufgegeben, die Laienpredigt allgemein akzeptiert und Johnson zog sich aus der Leitung zurück.
In den 1870er Jahren beendete Johnson seine Vorlesungen in der systematischen Theologie und lehrte stattdessen Dogmengeschichte. Er fühlte sich ausgebrannt und nicht mehr im Stande, sich den Herausforderungen der Moderne zu stellen. In den 1880er Jahren unterstützte er die Konservativen mit seinem Oppropet Til Christendommens Venner i vort Land (Aufruf an die Freunde des Christentums in unserem Land), der 1883 als Erwiderung auf den politischen Radikalismus innerhalb der „Venstre“-Partei erschien. Der Aufruf rief mächtige Reaktionen seitens der liberalen und radikalen Seite hervor. Auch innerhalb der Laienbewegung, die zum großen Teil der Venstre zugehörte, erhielt er nicht überall Zustimmung.

## Bedeutung
Gisle Johnson war einer der bedeutendsten Theologen des 19. Jahrhunderts in Norwegen. Er wirkte sehr lange an der theologischen Fakultät in Christiania und übte so großen Einfluss auf die nachfolgenden Geistlichen aus. Er war Mitbegründer und lange auch Leiter der Inneren Mission in Norwegen. Johnson sorgte dafür, dass auch in Stavanger, Bergen, Trondheim, Lillehammer und Tromsö diakonische Einrichtungen entstanden und dass norwegische Krankenschwestern in Übersee tätig wurden, wo sie vor allem in der Aussätzigenpflege eingesetzt waren. Eine der ausgebildeten Diakonissen war Cathinka Guldberg, die bei ihrem Tod im Jahr 1919 insgesamt 51 Jahre lang Vorsteherin des Diakonissenhauses in Oslo gewesen war. Nach dem Vorbild der Diakonie entstanden in Norwegen auch Pflegeschulen vom Roten Kreuz und der Norwegischen Frauenvereinigung.
Mit seiner Glaubensverkündigung in den 1850er Jahren prägte Johnson entscheidend das religiöse Leben in Norwegen.

## Ehrungen
Er war Gründungsmitglied von „Videnskabs-Selskabet“ in Christiania (heute „Det Norske Videnskaps-Akademi“) und auch seit 1857 Mitglied von „Det Kongelige Norske Videnskabers Selskab“. Er wurde 1866 Ritter des St.-Olav-Ordens und erhielt 1882 das Kommandeurskreuz 1. Klasse. 1879 wurde er Ehrendoktor der Universität Kopenhagen.

## Werke

### Bücher
- Nogle Ord om Barnedaaben. 1857
- (Übersetzung) Konkordiebogen eller den evangelisk-lutherske Kirkes Bekjendelsesskrifter (zusammen mit C. P. Caspari), 1861–1866
- Grundrids af den systematiske Theologi, til Brug ved Forelæsninger 1879–1881, 1878 anonym als Manuskript Grundrids af den systematiske Theologi. urn:nbn:no-nb_digibok_2009020203012
- (Übersetzung) Dr. Martin Luthers store Katechismus (zusammen mit C. P. Caspari), 1881
- Til Christendommens Venner i vort Land (An die Freunde des Christentums in unserem Land). In: Morgenbladet, 28. Januar 1883
- Forelæsninger over Dogmehistorien, (postum) 1897
- Forelæsninger over den kristelige Ethik, (postum) 1898

### Zeitschriftengründungen
- Theologisk tidsskrift for den evangelisk lutherske kirke i Norge (zusammen mit Caspari und Tønder Nissen) 1858.
- Luthersk Kirketidende. 1863